# Calle de Lepanto (Barcelona)
La calle de Lepanto es una calle del Ensanche y el Bajo Guinardó de Barcelona. Recibe su nombre por la batalla de Lepanto, batalla naval de 1571 en la que se enfrentó la Liga Santa, encabezada por el Imperio español, al Imperio otomano. Aparece como la calle número 41 en el Plan Cerdá. El nombre actual fue aprobado el 1 de julio de 1929 y se había llamado anteriormente calle de Polonia. Une la ronda del Guinardó con la avenida Diagonal.